# Johann Anton Rudolphi

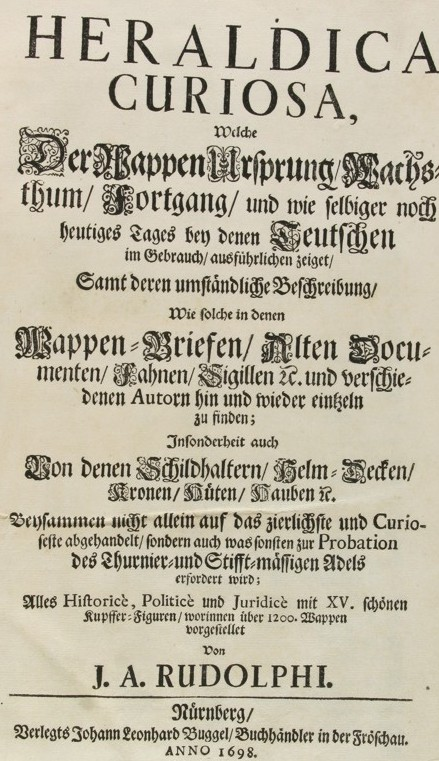
A Heraldica Curiosa címlapja (1698)

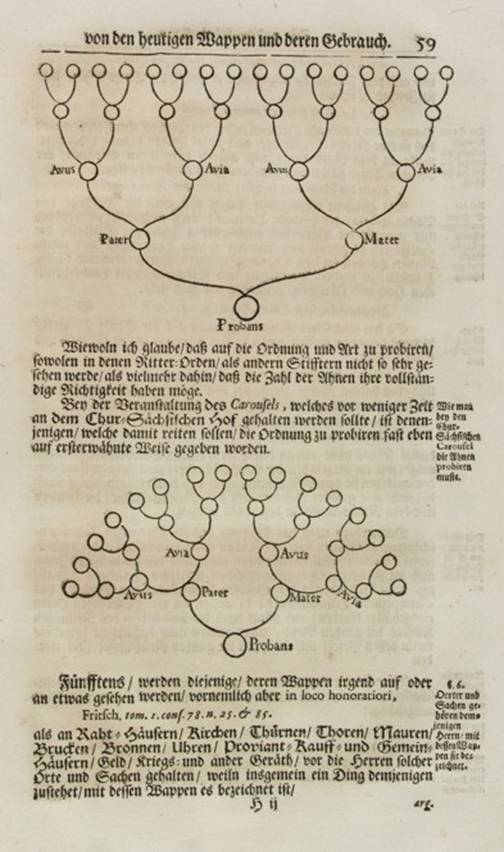

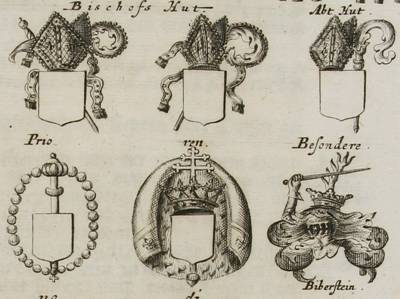

Johann Anton Rudolphi,  17. századi német heraldikus. Nürnbergben élt. A forrásokban és könyve címlapján a neve mindig csak J. A. Rudolphi alakban fordul elő. Ez a név tulajdonképpen Johann Anton Kroll von Freyhen (avagy Freyen) titkos tanácsos álneve.
Címertani műve a Heraldica Curiosa, mely ismertté tette a nevét. Nagy hatással volt rá Philipp Jacob Spener, akinek művét gyakran idézte. Németül írt könyve a heraldika és részben a genealógia szabályairól szól, kiemelve a különlegességeket. A 18. század egyik legjelentősebb német heraldikai műve volt. 15 táblája számos címer, korona, rendjel, zászló stb. rézmetszetét tartalmazza. Két részre oszlik, az elsőben a címerek eredetével és történetével foglalkozik, a második pedig egyfajta címerkönyv. Több mint 1 200 címer magyarázatát adja és megnevezi azok viselőjét is.

## Műve
- Teljes címe: Heraldica Curiosa, welche der Wappen Ursprung, Wachsthum, Fortgang, und wie selbiger noch heutigen Tages bey denen Teutschen im Gebrauch, ausführlichen zeiget… Insonderheit auch von denen Schildhaltern, Helm-Decken, Kronen, Hüten, Hauben etc. Nürnberg, J.L.Buggel 1698; mérete: Folio, circa 32 x 21,3 cm; második kiadása 1718